# Litotrofie
Litotrofie (lithos - země, trophos - výživa) je způsob výživy/získávání energie organizmů (nazývaných litotrofy), které k tomu účelu používají anorganický substrát, typicky minerálního původu. A to buď k získávání uhlíku skrze určitou formu biosyntézy a nebo konvergace energie skrze aerobní či anaerobní dýchání.
Mezi litotrofy patří výhradně některé druhy mikrobů a rostlin, živočichové schopnosti přizpůsobit si anorganické sloučeniny coby zdroj energie nemají.
| Trofické skupiny                                                                              | Trofické skupiny             | Trofické skupiny        | Trofické skupiny      |
| Zdroj energie                                                                                 | Zdroj redukčních ekvivalentů | Zdroj uhlíku            | Název                 |
| --------------------------------------------------------------------------------------------- | ---------------------------- | ----------------------- | --------------------- |
| Světlo Foto-                                                                                  | Organický -organo-           | Organický -heterotrof   | fotoorganoheterotrof  |
| Světlo Foto-                                                                                  | Organický -organo-           | Oxid uhličitý -autotrof | fotoorganoautotrof    |
| Světlo Foto-                                                                                  | Anorganický -litho-          | Organický -heterotrof   | fotolithoheterotrof   |
| Světlo Foto-                                                                                  | Anorganický -litho-          | Oxid uhličitý -autotrof | fotolithoautotrof     |
| Chemické sloučeniny Chemo-                                                                    | Organický -organo-           | Organický -heterotrof   | Chemoorganoheterotrof |
| Chemické sloučeniny Chemo-                                                                    | Organický -organo-           | Oxid uhličitý -autotrof | Chemoorganoautotrof   |
| Chemické sloučeniny Chemo-                                                                    | Anorganický -litho-          | Organický -heterotrof   | Chemolithoheterotrof  |
| Chemické sloučeniny Chemo-                                                                    | Anorganický -litho-          | Oxid uhličitý -autotrof | Chemolithoautotrof    |
| Způsob získávání energie u organismů                                                          |                              |                         |                       |
| autotrofie • heterotrofie • mixotrofie • fototrofie • chemotrofie • litotrofie • organotrofie |                              |                         |                       |